# San José de Ocoa (tỉnh)
San José de Ocoa là một tỉnh của Cộng hòa Dominicana, có tỉnh lỵ cùng tên. Tỉnh này đã được tách ra từ Peravia vào ngày 1 tháng 1 năm 2000.

## Các đô thị và các huyện đô thị
Đến thời điểm ngày 20 tháng 10 năm 2006, tỉnh này được chia thành đô thị (municipio) và các huyện đô thị (distrito municipal - D.M.):
- Rancho Arriba
- Sabana Larga
- San José de Ocoa
  - El Pinar (D.M.)
  - La Ciénaga (D.M.)
  - Nizao-Las Auyamas (D.M.)

Dưới đây là bảng các đô thị và huyện đô thị.
| Tên                       | Tổng dân số | Dân số đô thị | Dân số nông thôn |
| ------------------------- | ----------- | ------------- | ---------------- |
| Rancho Arriba             | 17423       | 7548          | 9875             |
| Sabana Larga              | 17275       | 11328         | 5947             |
| San José de Ocoa          | 62758       | 38773         | 23985            |
| San José de Ocoa province | 97456       | 57649         | 39807            |

## Nhân vật nổi bật
- Rafael Sanchez (Jack Veneno), đô vật
- Roberto Santana, nhà chính trị, nhà giáo dục
- Jorge Subero Isa Chướng lý Cộng hòa Dominicana Supreme Court